# Tiffany Smith
Tiffany Smith (ur. 18 sierpnia 1967) – amerykańska lekkoatletka, która specjalizowała się w skoku o tyczce.

## Osiągnięcia
- medalistka mistrzostw USA
- wielokrotna rekordzistka kraju[1]

## Rekordy życiowe
- skok o tyczce – 4,14 (1996)
- skok o tyczce (hala) – 3,90 (1997)